# Parafia Zwiastowania Najświętszej Maryi Panny w Mirsku
Parafia pw. Zwiastowania Najświętszej Maryi Pannie w Mirsku – parafia rzymskokatolicka w dekanacie gryfowskim w diecezji legnickiej. Jej proboszczem jest ks. Zbigniew Radziwołek. Obsługiwana przez księży diecezjalnych. Erygowana 2 stycznia 1301. Kościół parafialny mieści się przy ulicy Kościelnej.